# Municipio de Clover (Illinois)
El municipio de Clover (en inglés: Clover Township) es un municipio ubicado en el condado de Henry en el estado estadounidense de Illinois. En el año 2010 tenía una población de 938 habitantes y una densidad poblacional de 10,37 personas por km².

## Geografía
El municipio de Clover se encuentra ubicado en las coordenadas 41°11′39″N 90°15′57″O / 41.19417, -90.26583. Según la Oficina del Censo de los Estados Unidos, el municipio tiene una superficie total de 90.44 km², de la cual 90,44 km² corresponden a tierra firme y (0 %) 0 km² es agua.

## Demografía
Según el censo de 2010, había 938 personas residiendo en el municipio de Clover. La densidad de población era de 10,37 hab./km². De los 938 habitantes, el municipio de Clover estaba compuesto por el 97,65 % blancos, el 0,75 % eran afroamericanos, el 0,11 % eran amerindios, el 0,43 % eran de otras razas y el 1,07 % eran de una mezcla de razas. Del total de la población el 2,13 % eran hispanos o latinos de cualquier raza.